# Tango (piłka)
Tango – piłka do gry w piłkę nożną wyprodukowana w roku 1978 i mająca swoją premierę na mundialu w 1978. 
Piłka składała się z pięciokątów i sześciokątów. Po raz pierwszy zastosowano specyficzne zdobienie – czarne wzory nadrukowane na piłce stworzyły dwanaście okręgów, co nadało przedmiotowi nowoczesnego wyglądu. Z tą stylistyką zerwano dopiero w roku 2002, wprowadzając piłkę Fevernova. Do koncepcji wzoru wrócono przygotowując piłkę Tango 12 na mistrzostwa Europy 2012.